# 蘭陵王 (雅楽)

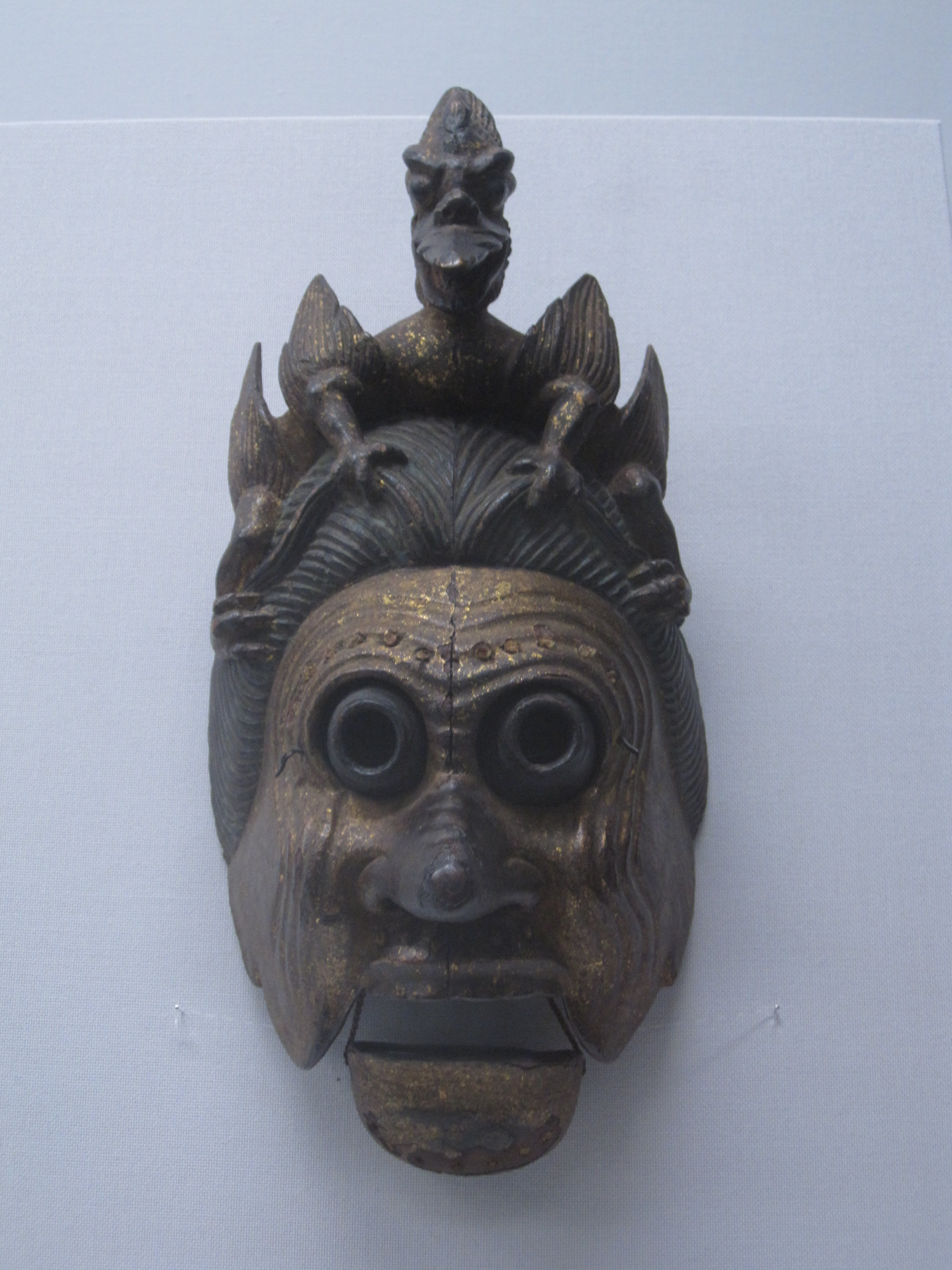
真清田神社所蔵の「蘭陵王」の舞楽面、1211年（承元5年）の作（重要文化財）。

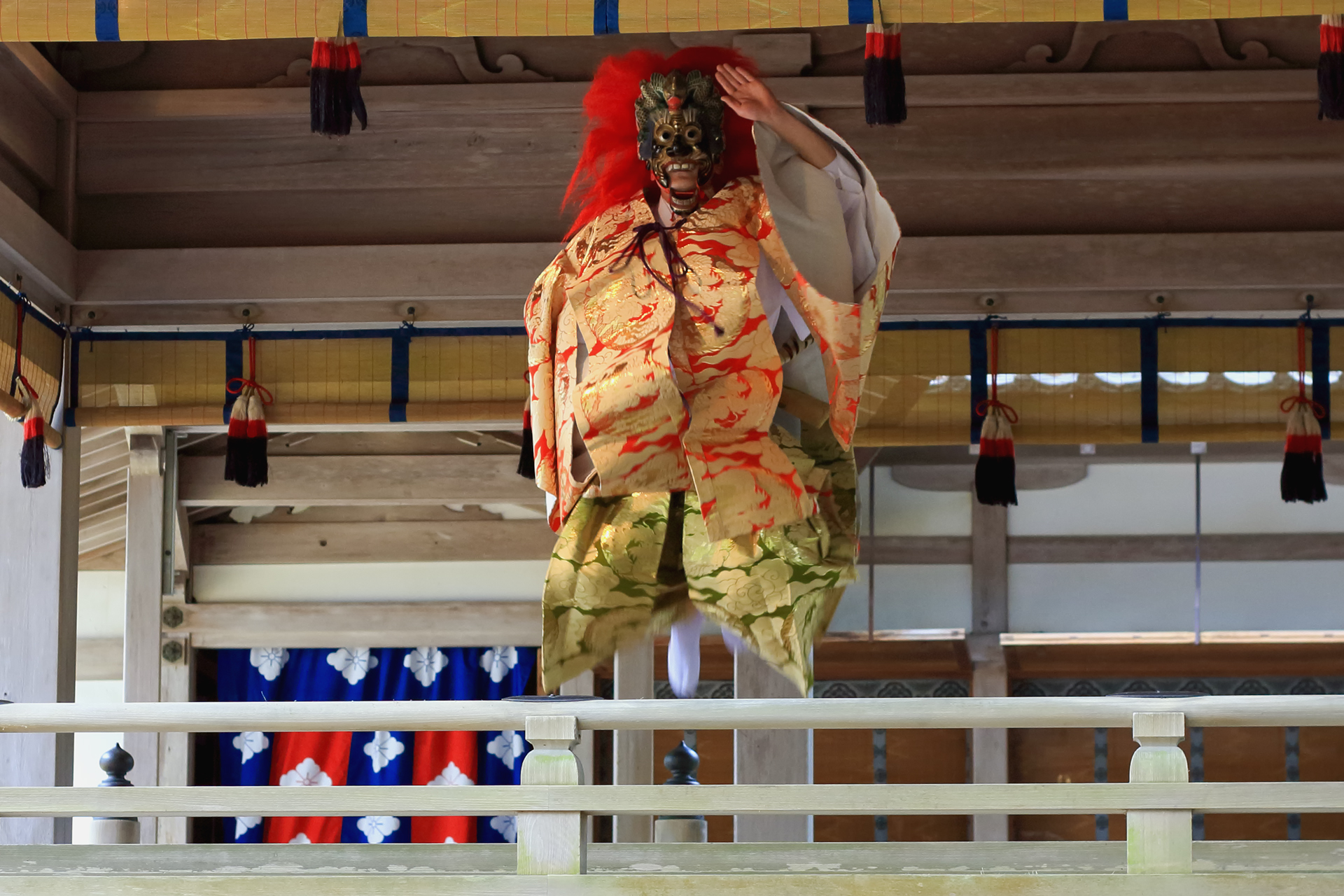
越後一宮彌彦神社の妻戸大神例祭（妃神例祭）に舞殿で奏される、舞楽「大々神楽」の「陵王」（大人面舞一人）（国重要無形民俗文化財）

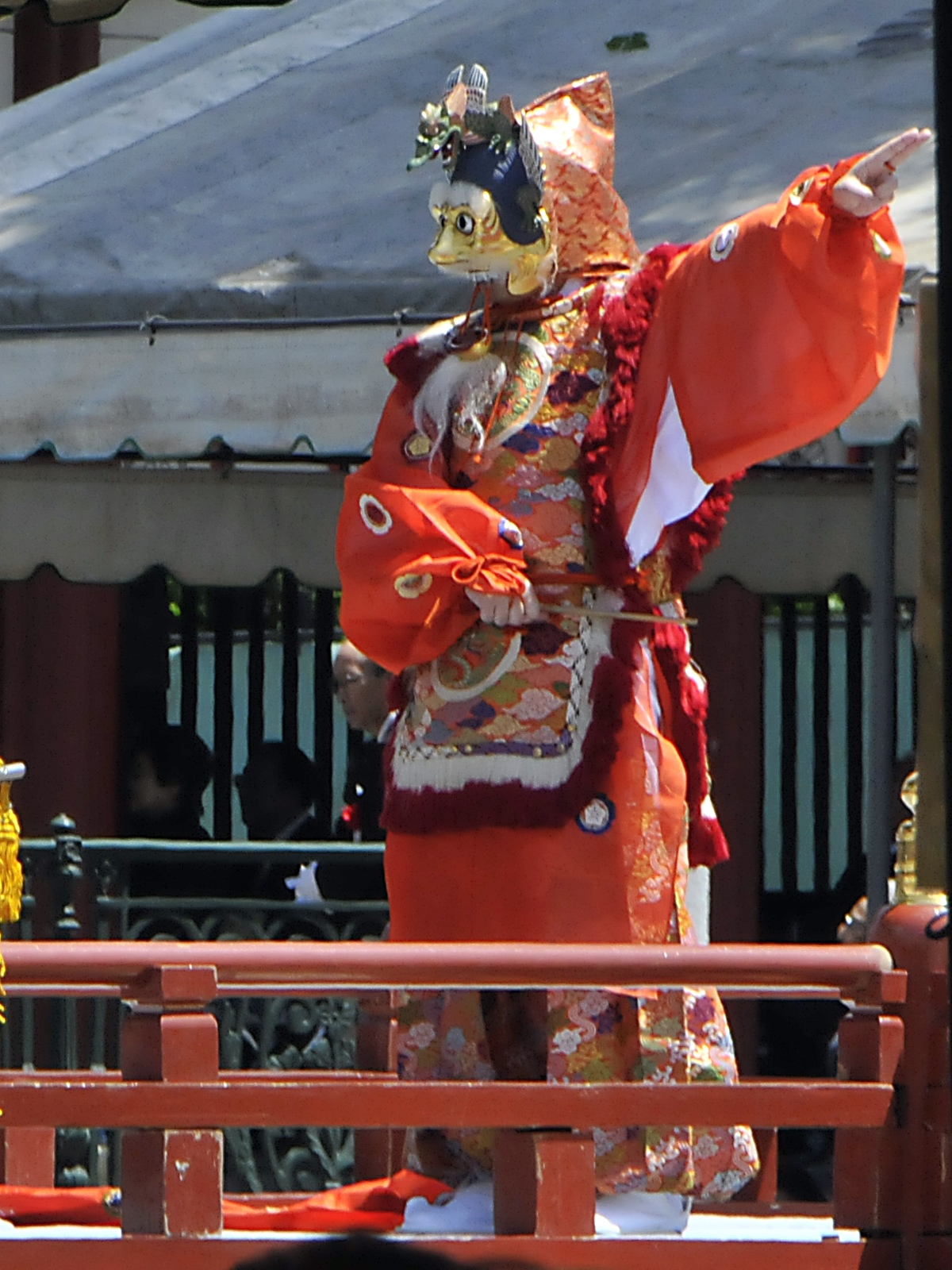
北海道護国神社祭奉納舞楽
「陵王」（2010年6月5日撮影）

蘭陵王（らんりょうおう）は、雅楽の曲目の一つ。管絃にも舞楽にも奏される。別名蘭陵王入陣曲、短縮して陵王とも呼ばれる。
管絃演奏時には蘭陵王、舞楽演奏時には陵王と表す
左方（唐楽）に属する壱越調（いちこつちょう）の一人舞で、華麗に装飾された仮面を被る勇壮な走り舞。答舞は納曽利（なそり）。
林邑の僧である仏哲が日本にもたらしたものと言われ、元は沙陀調（さだちょう）であったが日本で壱越調に転調した。中国風の感じが残ると言われる美しい曲。
北斉の蘭陵武王・高長恭の逸話にちなんだ曲目で、眉目秀麗な名将であった蘭陵王が優しげな美貌を獰猛な仮面に隠して戦に挑み見事大勝したため、兵たちが喜んでその勇姿を歌に歌ったのが曲の由来とされている。
武人の舞らしい勇壮さの中に、絶世の美貌で知られた蘭陵王を偲ばせる優雅さを併せ持つ。

## 由来
この曲の由来となった伝説によると、高長恭はわずか五百騎で敵の大軍を破り洛陽を包囲するほどの名将であったが、「音容兼美」と言われるほど美しい声と優れた美貌であったため、兵達が見惚れて士気が上がらず、敵に侮られるのを恐れ、必ず獰猛な仮面をかぶって出陣したと言うもの。
男性がこの舞を舞うときは伝説に則して竜頭を模した仮面を用いるが、女性や子供が舞う場合は優しい顔立ちであった高長恭になぞらえてか化粧を施しただけの素顔で舞うこともある。
この伝説に対応する史実としては、北周が兵を発して洛陽を包囲した時、援軍を率い城門の前に到着したものの城内の人間が敵の策謀を疑って門を開けなかったため、高長恭が兜を脱ぎ顔を晒したところ、類いまれな美貌にその正体を悟った門兵が扉を開き、無事に包囲を破って洛陽の解放に貢献したという記述が『北斉書』などの史書に見える。

## 装束
龍頭を模した舞楽面を着け、金色の桴（ばち/細い棒のこと）を携える。
緋色の紗地に窠紋の刺繍をした袍を用い、その上に毛縁の裲襠 (りょうとう)と呼ばれる袖の無い貫頭衣を着装し、金帯を締める。
女性や少年少女が舞う場合もあり、その場合は、舞楽面を着けずに桜の挿頭花を挿した前天冠を着け、歌舞伎舞踊と同様の舞台化粧をする場合がある。